# Dolina Tomanowa

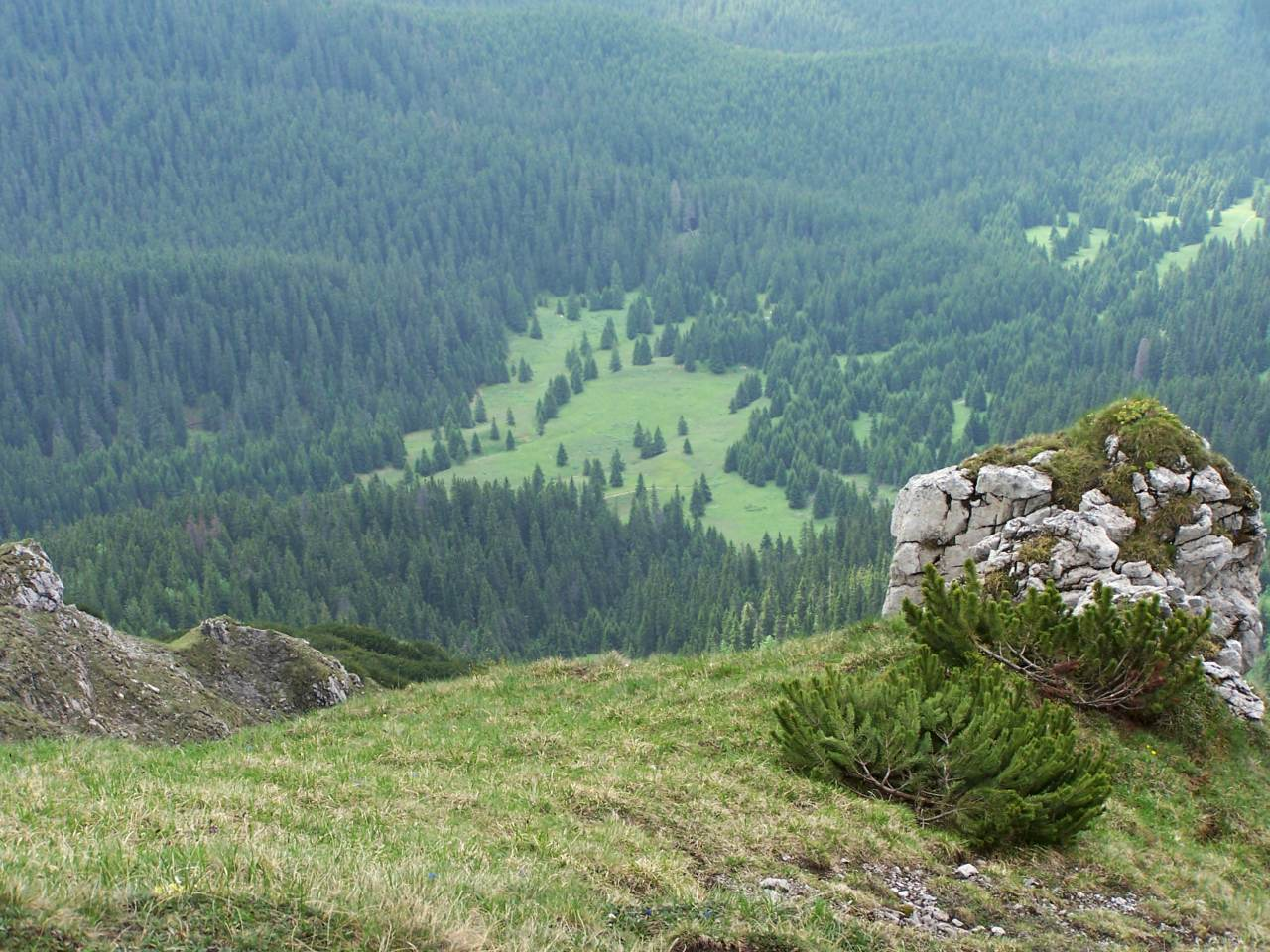
Blick von dem Gebirgspass Tomanowa Przełęcz

Die eiszeitlich durch Gletscher geformte Dolina Tomanowa ist ein Tal in der polnischen Westtatra in der Woiwodschaft Kleinpolen. Es befindet sich auf dem Gemeindegebiet von Kościelisko im Powiat Tatrzański.

## Geographie
Das Tal ist ein  Seitental des Haupttals Dolina Kościeliska und ist von bis zu 2096 Meter hohen Bergen umgeben, u. a. der Małołączniak. Die Felswände im Tal sind aus Kalkstein.
Das Tal fällt von Süden nach Norden von ungefähr 2096 Höhenmetern auf 947 Höhenmeter herab. Es wird vom Gebirgsfluss Tomanowy Potok durchflossen. Die Gewässer des Tals fließen teilweise unterirdisch.
Im Tal gibt es zahlreiche Höhlen, unter anderem die Jaskinia Miętusia, Jaskinia Lodowa w Ciemniaku, Studnia w Kazalnicy Miętusiej, Szczelina w Ciemniaku und Jaskinia Wysoka za Siedmioma Progami.

## Etymologie
Der Name lässt sich übersetzen als „Tal der Toman“. Der Name rührt von der Góralenfamilie Toman, der König Sigismund III. Wasa das Tal 1615 verpachtet hat.

## Flora und Fauna
Das Tal liegt oberhalb und unterhalb der Baumgrenze und wird im oberen Bereich von Bergkiefern und im unteren Bereich von Nadelwald bewachsen. Das Tal ist Rückzugsgebiet für zahlreiche Säugetiere und Vogelarten.

## Klima
Im Tal herrscht Hochgebirgsklima.

## Almwirtschaft
Vor der Errichtung des Tatra-Nationalparks im Jahr 1954 wurde das Tal für die Almwirtschaft genutzt. Danach wurden die Eigentümer der Almen enteignet bzw. zum Verkauf gezwungen. Die größte Alm im Tal war die Hala Tomanowa. Im Tal befinden sich noch alte Almhütten.

## Tourismus
Durch das Tal führt ein Wanderweg.
- ▬ Vom Tal auf den Gipfel Ciemniak